# Metamorfosi (banda)
Metamorfosi es una banda de rock progresivo italiano, formada en Roma en el año 1969.
Han publicado cuatro álbumes de estudio hasta la fecha, ...E Fu Il Sesto Giorno (1972), Inferno (1973), Paradiso (2004), y Purgatorio (2016). Los últimos tres son álbumes conceptuales, basados en la obra La Divina Comedia de Dante Alighieri. Inferno en particular ha recibido reconocimiento de la crítica entre seguidores de rock progresivo. 

## Historia

### Orígenes (1969-1971)
La banda fue formada a finales de 1969, cuando el cantante Jimmy Spitalieri se unió el grupo de beat cristiano llamado "I frammenti". Poco tiempo después tomaron el nombre de Metamorfosi y empezaron a evolucionar musicalmente al estilo del rock psicodélico. A él se le unieron el tecladista Enrico Olivieri, el baterista Mario Natalli, el bajista Roberto Turbitosi y el guitarrista Luciano Tamburro.

### ...E Fu Il Sesto Giorno y la evolución musical (1972)
Después de algunos primeros conciertos y exposiciones, en 1972  publicaron su primer álbum "...E fu il sesto giorno", caracterizado por influencias de rock psicodélico, beat moderno y letras espirituales. Tras la publicación de este disco Luciano Tamburro y Mario Natalli abandonaron la agrupación. Este último fue reemplazado por el baterista Gianluca Herygers y decidieron seguir sin guitarrista, como un cuarteto.

### Inferno y la disolución (1973)
En 1973  publicaron "Inferno", su álbum más exitoso, un álbum conceptual basado en la comedia Divina de Dante Alighieri. La agrupación empezó a escribir las canciones de su siguiente disco, "Paradiso", tras la publicación de Inferno, sin embargo la agrupación se disolvió en 1973.

### La reunión, Paradiso y el disco en vivo (1995-2011)
Tras más de veinte años de la separación, Jimmy Spitalieri y Enrico Olivieri decidieron reagrupar Metamorfosi, en 1995. Dieron algunos cuantos conciertos por su regreso y retomaron el proyecto de "Paradiso", el cual vio la luz en 2004. Para la grabación de este disco se les unieron el bajista y guitarrista Leonardo Gallucci y el baterista Fabio Moresco. Durante la gira promocional de este álbum se grabó su primer y único álbum en vivo hasta la fecha, titulado La Chiesa Delle Stelle (En Vivo en Roma), publicado en 2011. Tras la gira de este álbum, el grupo regresaría al estudio para acabar con su triada de discos inspirados en La Divina Comedia.

### Purgatorio y actualidad (2012-)
En 2016 publicaron "Purgatorio", siendo un álbum doble y el último de la triada de la obra de Dante Alighieri. El disco fue grabado con la misma alineación que "Paradiso", siendo la más estable hasta la fecha. Este disco ha sido el más reciente hasta la fecha.
Su estilo actual es totalmente orientado al rock progresivo sinfónico, dominado por el órgano y sintetizadores de Enrico Olivieri. 

## Discografía

### Álbumes de estudio
- ...E Fu Il Sesto Giorno (1972)
- Inferno (1973)
- Paradiso (2004)
- Purgatorio (2016)

### Álbumes en vivo
- La Chiesa Delle Stelle (En Vivo en Roma) (2011)